# 聖荷西謀殺案 (電影)
《聖荷西謀殺案》（英語：Fatal Visit）是2020年上映的香港懸疑犯罪片，改編自莊梅岩的同名舞台劇。由英皇電影出品，潘源良執導及聯合編劇，翁子光改編，鄭秀文、佟大為及蔡卓妍領銜主演。電影的結局跟舞台劇版不同。

## 劇情
故事由女子Yanny（蔡卓妍 飾）為了逃避自己在香港的失敗戀情，前往美國探望多年不見的好友Ling（鄭秀文 飾）展開。Ling與丈夫Tang（佟大為 飾）在聖荷西過著彷彿寧靜無憂的理想生活。但就在短短五天的探訪中，Yanny竟揭發了這對夫婦背後隱藏的身分真相。三個人各自有著不可告人的歷史，更重演著一場兇案的軌跡，衝向你死我亡的結局。異鄉人的美國夢，孤寂與懷疑累積成沉重的代價。

## 演员
| 演員                | 角色                                                       |
| 鄭秀文 女孩：張蔓莎 | Ling 崔巧玲 Tang老婆 殺死前夫                              |
| 蔡卓妍 女孩：林相如 | Yanny 張詠欣 崔巧玲之幼時鄰居 舞蹈團成員 文情婦            |
| 佟大為              | Tang/孫寧 Ling老公 非法使用Ling前夫身份                    |
| 林嘉華              | 鄧先生 Ling前夫                                            |
| 譚耀文              | 文 Yanny前男友 舞蹈團總監 因妻子知道其出軌，而跳樓自殺身亡 |
| Yayoi Hirano        | 玲婆婆 鄧先生母親                                          |

## 奬項及提名
| 年度   | 颁奖典礼                   | 奖项         | 姓名             | 结果 |
| ------ | -------------------------- | ------------ | ---------------- | ---- |
| 2020年 | 第26屆香港電影評論學會大獎 | 最佳女演員   | 鄭秀文           | 提名 |
| 2020年 | 第3屆最港電影大獎          | 最港女演員   | 鄭秀文           | 提名 |
| 2020年 | 第3屆最港電影大獎          | 我最喜愛港片 | 《聖荷西謀殺案》 | 提名 |
| 2020年 | 第39屆香港電影金像獎       | 最佳女主角   | 鄭秀文           | 提名 |
| 2020年 | 第39屆香港電影金像獎       | 最佳女配角   | 蔡卓妍           | 提名 |
| 2020年 | 香港電影我撐場民選大獎2020 | 最撐女配角   | 蔡卓妍           | 提名 |
| 2020年 | 香港電影我撐場民選大獎2020 | 最撐女主角   | 鄭秀文           | 提名 |
| 2020年 | 中美電影節                 | 最佳女主角   | 鄭秀文           | 獲獎 |
| 2020年 | 中美電影節                 | 金天使奬電影 | 聖荷西謀殺案     | 獲獎 |
| 2020年 | 第12屆澳門國際電影節       | 最佳女主角   | 鄭秀文           | 提名 |
| 2020年 | 第12屆澳門國際電影節       | 最佳影片獎   | 聖荷西謀殺案     | 提名 |
| 2020年 | 第12屆澳門國際電影節       | 最佳導演獎   | 潘源良           | 提名 |
| 2020年 | 第12屆澳門國際電影節       | 最佳男主角   | 佟大為           | 提名 |
| 2020年 | 第12屆澳門國際電影節       | 最佳女配角   | 蔡卓妍           | 提名 |
| 2020年 | 第12屆澳門國際電影節       | 最佳攝影獎   | 葉紹麒           | 提名 |